# Molophilus suffalcatus
Molophilus suffalcatus là một loài ruồi trong họ Limoniidae. Chúng phân bố ở miền Tân bắc.